# Корф, Сергей Сергеевич
Сергей Александр Корф (англ. Serge Alexander Korff; 23 мая [5 июня] 1906, Хельсинки, Российская империя — 1 декабря 1989, Нью-Йорк, США) — американский астрофизик российского происхождения, пионер в исследовании нейтронов космических лучей.

## Биография
Родился 23 мая [5 июня] 1906 в Хельсинки, в семье барона Сергея Александровича Корфа, из российской ветви рода, и его супруги, Алетты Корф, дочери хирурга Уильяма ван Рейпена. Семья переехала в США, когда ему было 11 лет. Учился в Принстонском университете, где получил степень бакалавра в 1929 году и докторскую степень в 1931 году.

## Научная карьера
- С 1932 по 1935 годы — научный сотрудник в обсерватории Маунт-Уилсон и Калифорнийском технологическом институте.
- С 1936 по 1940 годы — научный сотрудник исследовательского фонда Bartol Института Франклина.
- С 1941 года работает на кафедре физики Нью-Йоркского университета.
- С 1945 года — профессор Нью-Йоркского университета.
- С 1966 по 1971 годы — президент Американского географического общества.
- С 1972 по 1988 годы — председатель Совета Американского географического общества.
- С 1972 года — президент Нью-Йоркской академии наук.

За время своей карьеры написал более 175 научных и технических статей, а также труд «Электронные и ядерные счётчики», изданный в 1946 году. Работал также научным репортёром и редактором в области астрономии, физики, геологии и географии, продолжая семейные традиции научных публикаций в прессе, как и его двоюродный брат, Владимир Набоков. Исследуя космические лучи, в 1933 году Корф присоединился к группе Роберта Милликена и стал работать над созданием собственного счётчика. В 1936 году он работал в институте Карнеги (Вашингтон), участвуя в разработке техники для радиозондирования.
Разработал проволочный пропорциональный счётчик, один из важнейших инструментов, необходимых для обнаружения нейтронов.
С 1940-х годов вместе с учениками и коллегами занимался регистрацией космических лучей, исследуя нейтроны из воздушных шаров по всему миру. Чтобы получить показания как можно ближе к верхним слоям атмосферы, наблюдения проводили на максимальной высоте: 17100 футов, в Боливии, Чакалтая, на Аляске, на вершине гор Врангеля, на пике Эль Мисти, в Перу. Широкую известность получили опубликованные фотографии Корфа с солнечного затмения, сделанные в Перу в 1937.
О Сергее Корфе упоминал на вручении Нобелевской премии У. Ф. Либби, разработчик радиоуглеродного анализа — он признал вклад Корфа в эту область. Как профессор и преподаватель, Корф обучал несколько поколений студентов. В 1965 году он организовал Рокуэлловский научный кругосветный полёт от полюса к полюсу — для изучения быстрых и медленных нейтронов. В 1965 году организовал международную экспедицию в Хайдарабад.
Скончался в Манхэттене, США в 1989 году, в возрасте 83 лет.

## Семья
Был женат на Марселле Херон, имел двух дочерей, Александру и Алису.